# ضبيثيات
ضُبيثيات (الاسم العلمي: Uncitidae)، فصيلة منقرضة من عضديات الأرجل.